# Західна бурякова муха
Західна бурякова мінуюча муха (Pegomya hyoscyami Panz.) — муха з родини мух-квіткарок. Є видом-двійником Pegomyia betae — північної бурякової мухи, і Pegomyia mixta — східної бурякової мухи.

## Опис
Муха довжиною 5—6 міліметрів, груди сірі, зверху з буруватими поздовжніми смужками. Черевце з темною поздовжньою смужкою, з боків червонувате. Голова півкуляста, в профіль майже трикутна, з великими коричневими або червонуватими очима. Стегна і гомілки ніг жовті, лапки червоні. Самки від самців відрізняються ширшим черевцем і лобом. Личинка брудно-біла, довжиною 9 міліметрів, безнога і без хітинізованої голови, із затупленим заднім краєм, що має ряд трикутних зубців. Пупарій барильцеподібний, темно-коричневий, довжиною 3,5—5 міліметрів. Яйце біле, з сітчастою поверхнею, довжиною 0,8 міліметра.

## Екологія
У південній смузі Полісся і в Лісостепу виліт мух з лялечок відбувається в квітні. Незабаром самки приступають до відкладання яєць, розміщуючи їх знизу листків цукрових буряків та інших лободових як по одному, так і купками, по 5—6 штук. На один листок відкладає до 20 яєць, а всього самка протягом 1—2 місяців може відкласти їх до 100. Фаза яйця триває 2—4 доби, а за несприятливих умов близько двох тижнів. Личинки, які виходять з яєць, вгризаються в м'якоть листка і роблять у ній ходи (міни). Після двох линянь (через 7—21 день після виходу з яйця) личинки залишають міни і заглиблюються на 2—8 сантиметрів у ґрунт, де й заляльковуються у пупаріях. У середньому через три тижні з пупаріїв виходять мухи нового, літнього, покоління, повний цикл розвитку якого триває 3—5 тижнів, а за прохолодної погоди — понад два місяці. В Україні розвивається 2—4 покоління. Масове розмноження спостерігається в роки з сухою і теплою весною.
Крім буряків, личинки мінують листки лободи, шпинату, а також деяких пасльонових бур'янів (блекоти, дурману). В м'якоті листків личинки молодшого віку прокладають спочатку вузькі, а пізніше ширші ходи, що мають вигляд плям неправильної форми з відстаючою верхньою шкірочкою, через яку просвічується вміст міни — екскременти і сама личинка. Міни кількох личинок на одному листку часто зливаються, охоплюючи велику частину листкової пластинки. Дуже пошкоджені листки жовтіють, в'януть і всихають, що призводить до значного зниження цукристості коренеплодів і врожаю насіння.